# 小林由佳 (フリークライマー)
小林 由佳（こばやし ゆか、1987年12月29日
- ）は、日本のスポーツクライマー、フリークライマー。茨城県那珂郡東海村出身。茨城県立水戸第三高等学校、筑波大学大学院卒、筑波大学体育専門学群特殊体育学研究室出身。ジャパン・モダン・クライマーズ・クラブ（JMCC）所属。

## 経歴
小学2年生の時に、水戸のアウトドアショップのクライミング講習会に父と共に参加した事がきっかけでクライミングを始める。10歳で競技会にデビューした。その際の講師であり現在所属するJMCCの先輩でもある宮崎秀夫、中根穂高らの指導を受けスポーツクライマーとして頭角を現し、天才少女として注目を受ける。
13歳で日本最高峰のジャパンツアー第１戦を史上最年少で優勝し、その後4年間、国内無敗の18連勝を達成。16歳からは世界に照準を合わせ、ワールドカップに参戦。2014年、World Cup（Lead）年間ランキング9位。世界選手権でも決勝進出を果たす。
1歳上の姉、小林真秀もクライマーである。

## 競技会の戦績
- 1998年より日本フリークライミング協会(JFA)主催のジャパンツアーに参戦、同年の年間ランキングは7位。
- 2000年の年間ランキングは2位。同年のJOCで姉・真秀と共に史上初の姉妹同点優勝。
- 2001年から2004年にかけて17連勝、4年連続年間ランキング1位を達成。
- 2004年より本格的にワールドカップに参戦し、同年はワールドカップ総合ランキング14位。
- 2005年はワールドカップシャモニー大会及び上海大会にて3位入賞し、総合ランキング8位。
- 2006年はワールドカップ10戦中７戦に参戦し、最高位マルベージャ（スペイン）大会5位入賞し、総合ランキング9位。
- 2007年はワールドカップ7戦に出場し、最高は青海（中国）大会の3位入賞。総合ランキング9位。深圳招待コンペでは2位、世界選手権では4位に入賞している。
- 2013年6月1～2日に東京都東久留米市東久留米市スポーツセンターで開催された第27回リード・ジャパンカップ東京大会にて優勝。
- 2014年はワールドカップ・リード年間ランキング9位[4]。
- 2016年8月、リードワールドカップ第5戦イタリア・アルコ大会で7位。日本人選手で唯一ファイナルに進出[5]。

## 外岩の記録
クライミングのメッカと言われ、｢日本のヨセミテ｣の異称で知られる奥秩父山地の小川山に｢おばさん岩｣と呼ばれる岩群があり多くのクライマーが訪れている。そこに小林が子供の頃に名付けた｢子供をナメんなよ｣という岩がある。現在のグレードで5.10a/bに相当する。
2014年、SantalinyaでLa Fabela（8ｃ+）を登り自己最高グレードを更新した。

## 参照
1. ↑  “アスリート 小林由佳”.   日本スポーツクライミングカウンシル. 2016年8月30日時点のオリジナルよりアーカイブ。2016年8月30日閲覧。
2. ↑  "小林由佳（フリークライマー）｜みらいをひらく". 29 December 2015. いばキラTV. 2016年8月30日閲覧。 {{cite episode}}: |series=は必須です。 (説明)
3. 1 2  演出：細原亮太 プロデューサー：井口岳洋、上野光雪 (14 September 2008). "情熱大陸 小林由香". 情熱大陸. TBSテレビ. 2010年3月30日時点のオリジナルよりアーカイブ。2016年8月30日閲覧。
4. 1 2 3  “ファイブテン クライマー”.   株式会社キャラバン. 2015年1月9日時点のオリジナルよりアーカイブ。　2016-08-30閲覧。
5. ↑  “リードワールドカップ2016アルコ、小林由佳が7位”. CLIMBING-net／山と溪谷社. (2016年8月29日).  オリジナルの2016年8月30日時点におけるアーカイブ。 2016年8月30日閲覧。